# Helmut Holzhey
 (juin 2023).
Si vous disposez d'ouvrages ou d'articles de référence ou si vous connaissez des sites web de qualité traitant du thème abordé ici, merci de compléter l'article en donnant les références utiles à sa vérifiabilité et en les liant à la section « Notes et références ».
Pour les articles homonymes, voir Holzhey.
Helmut Holzhey (né le 11 mars 1937 à Jauer) est professeur émérite de philosophie à l'Université de Zurich. Les principaux centres d'intérêt de Holzhey sont le néo-kantisme et l'histoire de la philosophie.

## Biographie
Holzhey, fils d'un pasteur protestant, grandit à Ruhland en Lusace et étudie la théologie protestante de 1956 à 1962 à l'Université ecclésiastique de Berlin (de) et aux universités de Göttingen, Marbourg et Zurich, où il passe ses examens. Il étudie ensuite la philosophie et la sociologie à Zurich de 1962 à 1968. Il obtient son doctorat en 1968 avec une thèse sur « Le concept d'expérience de Kant ». De 1963 à 1975, Holzhey est assistant de recherche et à partir de 1969 reçoit un poste d'enseignant au Séminaire philosophique de l'Université de Zurich. En 1974, il obtient son habilitation avec une thèse sur « Cohen et Natorp ». En 1978, il obtient un poste de professeur adjoint de philosophie, notamment d'histoire de la philosophie. De 1985 jusqu'à sa retraite en 2004, il occupe le poste de professeur titulaire de philosophie, en particulier d'histoire de la philosophie.
En 1985, Holzhey fonde le Groupe de travail suisse pour la recherche éthique, qu'il dirige jusqu'en 1999. De 1988 à 1998, il dirige le Séminaire philosophique de l'Université de Zurich. En 1998, il fonde le centre de travail et de recherche en éthique du Séminaire philosophique. De 1991 à 2000, Holzhey est membre du conseil d'administration de l'Académie suisse des sciences humaines et sociales. De 1991 à 1996, il est le fondateur et président de la Société suisse pour la recherche sur le XVIIIe siècle. En 2002, Holzhey fonde la Société Hermann-Cohen.
En 2004, Holzhey reçoit un doctorat honorifique de la Faculté de philosophie et des sciences sociales de l'Université de Marbourg.
À l'automne 2020, il est l'un des premiers à signer l'appel pour des espaces de débat libres (de).

## Travail
Au-delà de ses recherches sur Kant et le néo-kantisme, Holzhey est notamment connu comme l'éditeur de la 14e réédition de l'ouvrage de base sur l'histoire de la philosophie fondé par Friedrich Ueberweg : Grundriss der Geschichte der Philosophie (de). Holzhey contribue à cet ouvrage par des parties essentielles sur la philosophie des XVIIe et XVIIIe siècles. Il est également l'éditeur des œuvres de Hermann Cohen.